# Час истины
«Час истины» (англ. The Vanished; англ. Hour of Lead) — психологический триллер режиссёра Питера Фачинелли, снятый по его же сценарию. Главные роли в фильме исполнили Томас Джейн, Энн Хеч и Джейсон Патрик.
Эпиграфом к фильму служит стихотворение Эмили Дикинсон (англ. After great pain a formal feeling comes), сочетание из которого (англ. Hour of Lead) дало второе название фильму.
Мировая премьера состоялась 28 февраля 2020 года.

## Сюжет
В малолюдном кемпинге на берегу озера останавливается семья, и почти сразу же бесследно пропадает их 10-летняя дочь Тейлор. Полиция не в силах отыскать девочку, потому что никто из возможных свидетелей не видел её. Венди и Пол решают сами найти дочь. Даже после того, как следователи предупреждают их, чтобы они не вмешивались в расследование, они выходят ночью из лагеря и начинают искать девочку в лесу. Они сталкиваются со спящим туристом, которого принимают за сбежавшего заключённого и подозревают в похищении дочери. Пытаясь отобрать у мужчины пистолет, Венди убивает его, но на следующий день узнаёт, что это был турист, никак не связанный с похищением.
После этого Венди и Пол начинают подозревать своих единственных соседей по территории кемпинга — молодую пару. Однажды ночью, когда их соседи покидают свой фургон, чтобы присоединиться к поисковой группе по поиску Тейлор, Венди и Пол пробираются в их фургон и начинают искать любые улики, которые могут указать на местонахождение их дочери. Венди находит таблетки от бесплодия в одном из шкафов и начинает предполагать, что соседи похитили Тейлор, потому что сами не могут завести ребёнка. Паранойя Венди берёт верх, и она с мужем решает пригласить соседей поехать на лодке по озеру, чтобы поискать дочь. Посреди озера Пол намеренно отключает двигатель лодки, в то время как его жена обвиняет пару в пропаже их дочери. Возникает спор, который вскоре перерастает в жестокую драку. В результате лодка опрокидывается, Пол в схватке под водой убивает мужчину, а женщина тонет.
Ближе к концу фильма Венди начинает подозревать в пропаже дочери владельца кемпинга. Когда она пробирается в его комнату, она обнаруживает, что владелец лагеря ранее подвергал сексуальному насилию многих несовершеннолетних, а также хранил записи домогательств. Хозяин кемпинга обнаруживает Венди в своей комнате, завязывается драка, в которой Венди его убивает.
Шериф Бейкер, ведущий расследование, обращает внимание на старую фотографию пары, на которой они позируют перед башнями-близнецами. Шериф видит, что фотография была сделана семнадцать лет назад, и замечает, что Венди на снимке беременна. Он осознаёт, что пропавшей Тейлор не может быть сейчас всего десять лет. Он связывается с братом Пола, который говорит ему, что Пол и его жена с трудом переживают смерть своей дочери, которая семь лет назад утонула в озере. Он также рассказывает шерифу о том, что после смерти дочери у пары появились маниакальные эпизоды, в которых они воспроизводят свои старые воспоминания с Тейлор только для того, чтобы заново пережить все моменты, которые они провели с ней. Из откровений брата Пола становится ясно, что родители не смогли принять смерть дочери и придумали её пропажу.
Бейкер и его команда спешат обратно в лагерь и обнаруживают, что пара уже уехала. Таким образом, все подозрения на других людей из кемпинга были плодом воображения Пола и Венди вследствие их неспособности принять смерть дочери. И теперь они едут в своём фургоне дальше, продолжая создавать ложную реальность, в которой их дочь всё ещё могла быть спасена.

## В ролях
| Актёр               | Роль               |
| ------------------- | ------------------ |
| Томас Джейн         | Пол                |
| Энн Хеч             | Венди              |
| Джейсон Патрик      | шериф Бейкер       |
| Алекс Хейдон        | Джастин            |
| Питер Фачинелли     | заместитель шерифа |
| Алексей Арчер       | Миранда            |
| Кристофер Венте     | Эрик               |
| Джон Д. Хикман      | Том                |
| Лили Энн Харрисон   | Джанет             |
| Мэриан дель Гальего | медсестра          |

## Маркетинг
Оригинальный трейлер фильма был опубликован в интернете 20 июля 2020 года. Его локализованная версия появилась в сети 14 августа.